# Pussy Gold 5000
Pussy Gold 5000 è il terzo EP dei Pussy Galore, pubblicato in collaborazione con la Buy Our Records/Shove Records nel gennaio 1987.
È stato ristampato assieme a molto altro materiale degli esordi nella raccolta Corpse Love: The First Year (1992, Caroline Records).

## Tracce
- Tutte le canzoni sono dei Pussy Galore.

1. Pretty Fuck Look - 1:20
2. Spin Out - 1:28
3. Walk - 5:04
4. Get Out - 2:09
5. No Count - 0:30

## Formazione
- Jon Spencer - voce, chitarra
- Julie Cafritz - chitarra
- Neil Hagerty - chitarra
- Cristina Martinez - chitarra
- Bob Bert - batteria